# Тилди, Золтан
Золтан Тилди (венг. Tildy Zoltán) (18 ноября 1889, Лученец, Австро-Венгрия (ныне Словакия) — 3 августа 1961, Будапешт, ВНР) — влиятельный венгерский политик христианско-демократического толка. Премьер-министр (1945—1946) и первый Президент (1946—1948) Венгерской республики. Один из руководителей Независимой партии мелких хозяев. 
Во время Венгерского восстания 1956 года — государственный министр во втором и третьем кабинетах Имре Надя (с 27 октября по 4/12 ноября 1956 года). Арестован за участие в «контрреволюционном мятеже», но был отпущен по амнистии в связи с состоянием здоровья и преклонным возрастом.

## Биография
Родился в Лученце в семье венгерского чиновника. Получил степень по теологии в Реформатской теологической академии в Папе, затем провёл год, обучаясь в Белфастском академическом колледже в Ирландии. Служил священником Реформатской церкви с 1921 г., редактировал ежедневную газету Венгерской Реформатской церкви «Христианская семья» (Keresztény Család) и ряд других периодических изданий.
В 1929 г. вступил в Независимую партию мелких хозяев (НПМХ), вскоре после чего стал вице-президентом партии. Он был избран в венгерский парламент, переизбирался в 1936 и 1939 гг.

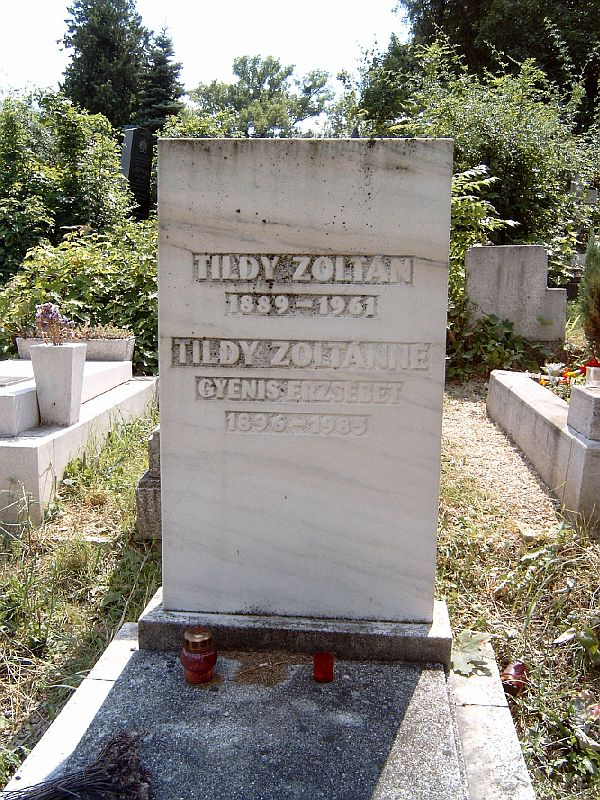
Могила Тилди Золтана

В парламенте Тилди лоббировал вывод Венгрии из Второй мировой войны. После того, как в 1944 году Венгрия была оккупирована гитлеровцами, Тилди был вынужден скрываться. После освобождения Венгрии советскими войсками Тилди возглавил Независимую партию мелких хозяев. В период с 15 ноября 1945 г. по 1 февраля 1946 г. он был премьер-министром Венгрии, после чего он был избран президентом Венгрии. Также по должности он входил в состав Высшего национального совета с 7 декабря 1945 г. по 2 февраля 1946 г.
Тилди занимал должность первого Президента Венгерской республики до 31 июля 1948 г., когда его вынудили уйти в отставку вскоре после того, как его зять Виктор Чорноки (Csornoky Viktor) был арестован за коррупцию и супружескую неверность. Тилди находился под домашним арестом в Будапеште вплоть до 1 мая 1956 г.
Во время Венгерского восстания 1956 года поддержал повстанцев. 27 октября вошёл в состав правительства Имре Надя в качестве государственного министра, сохранив этот пост и в сформированном Надем 2 ноября коалиционном правительстве. 
После подавления восстания вместе с остальными министрами укрылся в посольстве Югославии (где совместно с Геза Лошонци провёл последний брифинг Совета министров), но по соглашению между Тито и Хрущёвым был выдан СССР и арестован. 15 июня 1958 г. Верховный суд приговорил его к 6 годам тюремного заключения, однако уже в апреле 1959 г. Тилди был освобождён по индивидуальной амнистии ввиду преклонного возраста и болезни. После этого практически не участвовал в общественной жизни.